# Aristofusus stegeri
Aristofusus stegeri is een slakkensoort uit de familie van de Fasciolariidae. De wetenschappelijke naam van de soort werd in 1978 voor het eerst geldig gepubliceerd door W.G. Lyons.